# 錢穀
錢穀（1509年—1578年後），字叔寶，明朝南直隸蘇州府長洲縣（今江蘇蘇州）人。

## 生平
少時孤貧，失學，壯年後才開始讀書，後遊於文徵明門下，善畫山水、花鳥。又工書法，師法虞、歐，但為畫風所掩蓋，不為人所知曉。又好藏書，卷內鈐「廣運之寶」，「中吳錢氏收藏印」，「吳越王子孫」，「懸罄室」，「錢穀」，「叔寶」等印記。性喜手抄古書，窮日夜校勘，至老不倦。文徵明晚年无暇于书画求索的应酬时，常请他代笔。萬曆六年（1578年）仍在世。

## 作品
- 書法《蘭亭修禊圖卷》，纽约大都会博物馆藏。
- 《惠山煮泉圖》，藏於台灣台北國立故宮博物院
- 《雪山行旅圖》，藏於台灣台北國立故宮博物院
- 《南城看雪》軸，藏於台灣台北國立故宮博物院
- 《洗桐圖》，藏於台灣台北國立故宮博物院
- 《杏花喜鵲》，藏於台灣台北國立故宮博物院
- 《石湖圖》，藏於台灣台北國立故宮博物院
- 《求志园图》卷，1564年，纸本、设色，29.8 x 190.2cm，北京故宫博物院

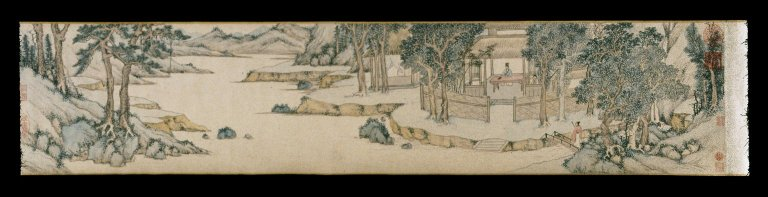
Qian Gu, Landscape Handscroll, ca. 1556, ink on paper, 27.7 × 872 cm. 布魯克林博物館珍藏